# Bucculatrix staintonella
Bucculatrix staintonella är en fjärilsart som beskrevs av Victor Toucey Chambers 1878. Bucculatrix staintonella ingår i släktet Bucculatrix och familjen kronmalar. Inga underarter finns listade i Catalogue of Life.